# Antestjärnen, Västerbotten
Antestjärnen är en våtmark, tidigare sjö i Skellefteå kommun i Västerbotten och ingår i Bureälven-Mångbyåns kustområde.